# The Beast (album)
Albums de Vader
Revelations
(2002) Impressions in Blood
(2006)
The Beast est le sixième album studio du groupe de Death metal polonais Vader. L'album est sorti le 20 septembre 2004 sous le label Metal Blade Records.
Il s'agit du premier album de Vader enregistré avec le batteur Dariusz "Daray" Brzozowski au sein de la formation.

## Composition
- Piotr "Peter" Wiwczarek - chant, guitare
- Maurycy "Mauser" Stefanowicz - guitare
- Marcin "Novy" Nowak - basse
- Dariusz "Daray" Brzozowski - batterie

## Liste des morceaux
1. Intro - 0:59
2. Out of the Deep - 4:50
3. Dark Transmission - 4:09
4. Firebringer - 3:32
5. The Sea Came in at Last - 4:05
6. I Shall Prevail - 3:49
7. The Zone - 4:30
8. Insomnia - 3:26
9. Apopheniac - 4:12
10. Choices - 4:07